# Liste der Baudenkmale in Rabenstein/Fläming
In der Liste der Baudenkmale in Rabenstein/Fläming sind alle Baudenkmale der brandenburgischen Gemeinde Rabenstein/Fläming und ihrer Ortsteile aufgelistet. Grundlage ist die Veröffentlichung der Landesdenkmalliste mit dem Stand vom 31. Dezember 2020. Die Bodendenkmale sind in der Liste der Bodendenkmale in Rabenstein/Fläming aufgeführt.

## Baudenkmale in den Ortsteilen
In den Spalten befinden sich folgende Informationen:
- ID-Nr.: Die Nummer wird vom Brandenburgischen Landesamt für Denkmalpflege vergeben. Ein Link hinter der Nummer führt zum Eintrag über das Denkmal in der Denkmaldatenbank. In dieser Spalte kann sich zusätzlich das Wort Wikidata befinden, der entsprechende Link führt zu Angaben zu diesem Denkmal bei Wikidata.
- Lage: die Adresse des Denkmales und die geographischen Koordinaten. Link zu einem Kartenansichtstool, um Koordinaten zu setzen. In der Kartenansicht sind Denkmale ohne Koordinaten mit einem roten beziehungsweise orangen Marker dargestellt und können in der Karte gesetzt werden. Denkmale ohne Bild sind mit einem blauen bzw. roten Marker gekennzeichnet, Denkmale mit Bild mit einem grünen beziehungsweise orangen Marker.
- Bezeichnung: Bezeichnung in den offiziellen Listen des Brandenburgischen Landesamtes für Denkmalpflege. Ein Link hinter der Bezeichnung führt zum Wikipedia-Artikel über das Denkmal.
- Beschreibung: die Beschreibung des Denkmales
- Bild: ein Bild des Denkmales und gegebenenfalls einen Link zu weiteren Fotos des Baudenkmals im Medienarchiv Wikimedia Commons

### Buchholz b. Niemegk
| ID-Nr.                           | Lage                 | Bezeichnung                    | Beschreibung | Bild           |
| -------------------------------- | -------------------- | ------------------------------ | --- | -------------- |
| 09190866 Wikidata                | Dorfstraße 40 (Lage) | Dorfkirche                     | Die Dorfkirche stammt im Kern aus dem Mittelalter und wurde aus Feldsteinen erbaut. Der Turm wurde später hinzugefügt. Restauriert wurde die Kirche 1954/1955 und 1974 bis 1984. | weitere Bilder |
| 09191254 Teilobjekt zu: 09190866 | Dorfstraße 40 (Lage) | Orgel                          | Die Orgel entstand in den Jahren 1880/1881 vom Niemegker Orgelbaumeister Friedrich Wilhelm Lobbes und 1946 von der Firma Alexander Schuke Potsdam Orgelbau aus Potsdam sowie 1974 von der Mitteldeutschen Orgelbau A. Voigt aus Bad Liebenwerda restauriert. | Orgel          |
| 09192563 Teilobjekt zu: 09190866 | Dorfstraße 40 (Lage) | Glocke                         | Im Turm hingen ursprünglich zwei Glocken, die beim Brand 1849 zerstört wurden. Aus den Resten entstand eine neue Bronzeglocke mit der Inschrift: „Diese Glocke in im Jahr 1849 aus dem alten Glockengute zweier geschmolzener Glocken angefertigt nachdem dieselben am 17. d. J./ des Juni/ mit Turm und Kirche und fast dem ganzen Dorfe Buchholz ein Raub der Flammen geworden.“ Nach der Auflistung weiterer Personennamen folgt die Inschrift: „Gegossen von Eduard Sencke in Wittenberg“. Im Zuge der Restaurierungsarbeiten in den 1970er-Jahren erfolgte eine Neulagerung durch den VEB Glockengießerei in Apolda. | BW             |
| 09190112                         | Dorfstraße 16 (Lage) | Flurwandgestaltung im Wohnhaus | | BW             |

### Garrey
| ID-Nr.            | Lage   | Bezeichnung | Beschreibung | Bild           |
| ----------------- | ------ | ----------- | --- | -------------- |
| 09190162 Wikidata | (Lage) | Dorfkirche  | Die evangelische Kirche wurde im 14. Jahrhundert erbaut. Auf dem Westgiebel befindet sich ein Dachreiter aus Fachwerk. Im Inneren befindet sich eine Balkendecke aus dem 19. Jahrhundert und Emporen im Esten und Süden. Von dem Altaraufsatz sind nur noch Reste vorhanden. Die Kanzel wurde Ende des 16. Jahrhunderts erbaut. | weitere Bilder |

### Groß Marzehns
| ID-Nr.            | Lage                  | Bezeichnung | Beschreibung | Bild           |
| ----------------- | --------------------- | ----------- | --- | -------------- |
| 09190206 Wikidata | Schulstraße 53 (Lage) | Dorfkirche  | Die Kirche wurde im Jahr 1909 erbaut. Das Untergeschoss stammt allerdings aus der Zweiten Hälfte des 19. Jahrhunderts. Im Westen der Kirche befindet sich ein quadratischer Turm. Der Altaraufsatz stammt aus der ersten Hälfte des 18. Jahrhunderts. | weitere Bilder |

### Klein Marzehns
| ID-Nr.            | Lage                   | Bezeichnung                                     | Beschreibung | Bild           |
| ----------------- | ---------------------- | ----------------------------------------------- | --- | -------------- |
| 09190246 Wikidata | Hauptstraße 17a (Lage) | Dorfkirche                                      | Die Kirche ist ein spätgotischer Bau aus Feldstein. Im 19. Jahrhundert wurde die Kirche um eine Apsis und einen kleinen Dachturm erweitert. | weitere Bilder |
| 09190247 Wikidata | (Lage)                 | Straßenbrücke unter der A9, westlich des Dorfes | Die Brücke wird auch als „Millionenbrücke“ bezeichnet, der Ursprung des Namens ist unbekannt. Erbaut wurde die Brücke im Jahre 1936 und ist Teil der A 9. Bei der Erweiterung der Autobahn auf sechs Spuren im Jahre 1999 wurde südöstlich eine neue Brücke angefügt. Das heißt in Richtung Süden fährt man auf der alten Brücken, in Richtung Norden auf der neuen Brücke. | weitere Bilder |

### Neuendorf
| ID-Nr.            | Lage                           | Bezeichnung | Beschreibung | Bild           |
| ----------------- | ------------------------------ | ----------- | --- | -------------- |
| 09190303 Wikidata | Wittenberger Straße 18a (Lage) | Dorfkirche  | Die Dorfkirche wurde wohl in der ersten Hälfte des 13. Jahrhunderts erbaut. In den Jahren 1859/1860 wurde die Kirche nach Osten erweitert. Der Altaraufsatz stammt aus dem ersten Viertel des 18. Jahrhunderts. Das Orgelprospekt stammt aus dem Jahr 1874. Weiter befindet sich in der Kirche eine gotische Sandsteintaufe. | weitere Bilder |

### Raben
| ID-Nr.                           | Lage               | Bezeichnung     | Beschreibung | Bild               |
| -------------------------------- | ------------------ | --------------- | --- | ------------------ |
| 09190347 Wikidata                | Dorfstraße (Lage)  | Dorfkirche      | Die evangelische Kirche wurde in der ersten Hälfte des 13. Jahrhunderts erbaut. Die Kanzel im Inneren stammt aus der Zeit um 1700.                                                            | weitere Bilder     |
| 09190348 Wikidata                | Zur Burg 49 (Lage) | Burg Rabenstein | Die Burg Rabenstein wurde das erste Mal im Jahre 1251 urkundlich erwähnt. Die Burg wurde 1395 zerstört und anschließend wieder aufgebaut. Im 18. und 19. Jahrhundert wurde die Burg umgebaut. | weitere Bilder     |
| 09191819 Teilobjekt zu: 09190348 | Zur Burg 49 (Lage) | Vorburg         | | BW                 |
| 09191820 Teilobjekt zu: 09190348 | Zur Burg 49 (Lage) | Torhaus         | | BW                 |
| 09191821 Teilobjekt zu: 09190348 | Zur Burg 49 (Lage) | Bergfried       | | BW                 |
| 09191822 Teilobjekt zu: 09190348 | Zur Burg 49 (Lage) | Wohnhaus        | | BW                 |
| 09191823 Teilobjekt zu: 09190348 | Zur Burg 49 (Lage) | Palas           | | BW                 |
| 09191824 Teilobjekt zu: 09190348 | Zur Burg 49 ()     | Scheune         | | ein Bild hochladen |
| 09191825 Teilobjekt zu: 09190348 | Zur Burg 49 (Lage) | Burgmauer       | | BW                 |
| 09191568 Teilobjekt zu: 09190348 | Zur Burg 49 ()     | Backhaus        | Das Backhaus befindet sich an der Zufahrt zur Burg, östlich der Scheune mit dem Bogendach. Erbaut wurde das Backhaus um 1900.                                                                 | ein Bild hochladen |

### Rädigke
| ID-Nr.                           | Lage                   | Bezeichnung                                                    | Beschreibung | Bild                                                           |
| -------------------------------- | ---------------------- | -------------------------------------------------------------- | --- | -------------------------------------------------------------- |
| 09190352 Wikidata                | Hauptstraße 14a (Lage) | Dorfkirche                                                     | Die Dorfkirche ist eine Feldsteinkirche, die vermutlich Ende des 12. Jahrhunderts oder Anfang des 13. Jahrhunderts entstand. 1858 erfolgte eine Renovierung des Innenraums; 1903 wurden die Fenster am Kirchenschiff vergrößert. Im Innern befinden sich ein Altarretabel aus dem Jahr 1690 sowie eine Kanzel aus dem Jahr 1703. | weitere Bilder                                                 |
| 09191386                         | Hauptstraße 42 (Lage)  | Gehöft, bestehend aus Wohnhaus, Torhaus und zwei Stallgebäuden | | Gehöft, bestehend aus Wohnhaus, Torhaus und zwei Stallgebäuden |
| 09191387 Teilobjekt zu: 09191386 | Hauptstraße 42 ()      | Wohnhaus                                                       | | ein Bild hochladen                                             |
| 09191388 Teilobjekt zu: 09191386 | Hauptstraße 42 ()      | Torhaus                                                        | Das Torhaus schließt sich direkt an das Wohnhaus an. | ein Bild hochladen                                             |
| 09191389 Teilobjekt zu: 09191386 | Hauptstraße 42 ()      | Stall                                                          | Der Stall steht giebelständig zur Straße, links vom Wohnhaus | ein Bild hochladen                                             |
| 09191390 Teilobjekt zu: 09191386 | Hauptstraße 42 ()      | Stall                                                          | Der Stall befindet sich rechts vom Wohnhaus auf dem Hof. | ein Bild hochladen                                             |

### Zixdorf
| ID-Nr.            | Lage                   | Bezeichnung | Beschreibung | Bild           |
| ----------------- | ---------------------- | ----------- | --- | -------------- |
| 09190163 Wikidata | Alte Dorfstraße (Lage) | Dorfkirche  | Im Ursprung stammt die Kirche im Kern wahrscheinlich aus dem 13./14. Jahrhundert. Ende des 17. Jahrhunderts wurde die Kirche nach Zerstörung wieder aufgebaut, dabei wurde der Ostschluss rund erbaut. Im Westen befindet sich ein Dachreiter aus Fachwerk mit einem achteckigen Aufsatz und einer geschweiften Haube. Im Inneren befindet sich ein hölzerner Altaraufsatz. | weitere Bilder |